# Walker Peak
Walker Peak är en bergstopp i Antarktis. Den ligger i Västantarktis. Argentina, Chile och Storbritannien gör anspråk på området. Toppen på Walker Peak är 1 495 meter över havet, eller 789 meter över den omgivande terrängen. Bredden vid basen är 4,4 km.
Terrängen runt Walker Peak är kuperad norrut, men söderut är den platt. Trakten är obefolkad. Det finns inga samhällen i närheten. 